# Fridericus-Rex-Filme
Col termine tedesco di Fridericus-Rex-Filme (letteralmente "film di re Federico"), si indica un genere cinematografico squisitamente tedesco sviluppatosi tra la fine della prima guerra mondiale e la seconda.

## Storia
Dopo la prima guerra mondiale, in Germania vennero prodotte più di una decina di pellicole incentrate sulla figura di re Federico II il Grande. La tematica prussiana unita al forte nazionalismo di cui tali film erano intrisi, non solo coincise col desiderio della Germania di ritrovare un proprio riscatto morale nell'ultimo grande periodo glorioso della sua storia, l'apogeo del regno di Federico II di Prussia appunto, ma anche con l'ascesa del nazismo in Germania. Quest'ultimo movimento esaltò notevolmente la figura di Federico il Grande non solo per cercare una continuità col passato della terra tedesca, ma anche per esaltare il militarismo del regime hitleriano come prosecuzione dell'esperienza militare vincente della Prussia del XVIII secolo. Fu proprio il ministro della propaganda Joseph Goebbels, spesso, a commissionare le pellicole del genere: proponendo la figura del re prussiano che, nel corso di pochi anni, portò il suo piccolo regno a diventare una delle principali potenze europee, Goebbels si prefiggeva di sostenere psicologicamente la popolazione della Germania in guerra.
L'esperienza di questo filone cinematografico si interruppe bruscamente con l'occupazione alleata della Germania ed il crollo del regime nazista. Le leggi tedesche del dopoguerra, per evitare ogni possibile recrudescenza del fenomeno nazionalista, proibì che si realizzassero pellicole con tematiche spiccatamente esaltanti la patria.
Dal 1920 al 1942, numerosi di questi film furono interpretati - data la sua somiglianza fisica col sovrano prussiano - dall'attore tedesco Otto Gebühr.